# Деллиен, Уго
Уго Деллиен (исп. Hugo Dellien; род. 16 июня 1993, Санта-Крус-де-ла-Сьерра) — боливийский теннисист.

## Спортивная карьера

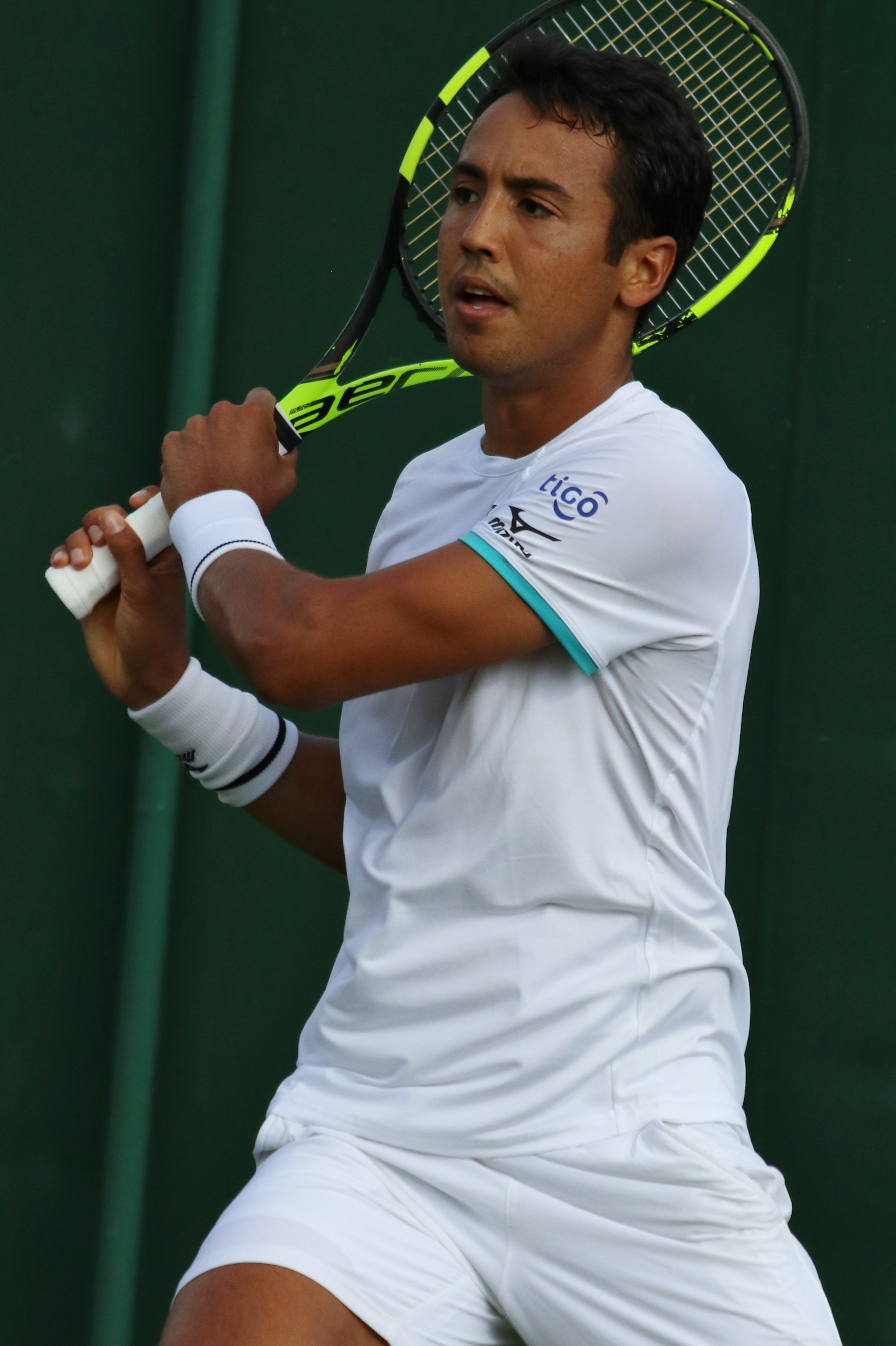
2019 год

В 13 лет Уго Деллиен переехал в Санта-Крус-де-ла-Сьерра, а в 17 лет — в Буэнос-Айрес.
На профессиональном уровне он дебютировал в своем первом финале на турнире Challenger в Монтевидео в 2014 году. Несмотря на устойчивый прогресс, отмеченный многими вторичными титулами, его карьера в период с 2015 по 2016 год подверглась несколькими травмами, которые отбросили его в рейтинге.
Он хорошо выступил в сезоне 2018 года, выиграв первые два турнира Challenger во время американского турне, сначала в Сарасоте, а затем в Саванне. В начале мая он получил новый титул в Виченце, а через месяц вышел в финал в Марбурге.
На Открытом чемпионате в Рио-де-Жанейро в 2019 Деллиен победил Карлоса Берлока, Гвидо Андреоцци и Роберто Карбальеса и вышел в четвертьфинал. В Сан-Пауло он повторил свой успех.
Является членом команды Боливии Кубка Дэвиса с 2010 года.
В мае 2019 года Деллиен участвовал в Открытом чемпионате Женевы по теннису, где дошёл до четвертьфинала, но проиграл немцу Александру Звереву в упорнейшем трёхсетовом поединке. Первый сет закончился со счётом 7-5 в пользу немца. Второй закончился 6-3 в пользу Уго, а в третьем класс взял своё и Зверев выиграл 6-3.
На Открытом чемпионате США 2019 года дошёл до второго раунда, но проиграл будущему финалисту Даниилу Медведеву в четырёх сетах.
На Открытом чемпионате Австралии 2020 года в первом раунде проиграл испанцу Рафаэлю Надалю.
1 августа 2022 года поднялся на высшее в карьере 64-е место в рейтинге.
В 2023 году дошёл до финала трёх «челленджеров», выиграв два из них. В 2024 году играл в финалах 4 «челленджеров» и одержал 3 победы.

## Рейтинг на конец года
| Год  | Одиночный рейтинг | Парный рейтинг |
| 2024 | 124               | 609            |
| 2023 | 112               | 385            |
| 2022 | 132               | —              |
| 2021 | 115               | 437            |
| 2020 | 111               | 303            |
| 2019 | 75                | 263            |
| 2018 | 122               | 214            |
| 2017 | 241               | 301            |
| 2016 | 746               | 634            |
| 2015 | 485               | 505            |
| 2014 | 267               | 192            |
| 2013 | 335               | 460            |
| 2012 | 678               | 492            |
| 2011 | 1100              | 934Т           |

## Выступления на турнирах
Финалы турниров ATP в одиночном разряде (0)
| Легенда                    |
| -------------------------- |
| Турниры Большого шлема (0) |
| Финал АТР-тура (0)         |
| Олимпиада (0)              |
| ATP Мастерс 1000 (0)       |
| АТР 500 (0)                |
| АТР 250 (0+1)              |

| Титулы по покрытиям | Титулы по месту проведения матчей турнира |
| ------------------- | ----------------------------------------- |
| Хард (0)            | Зал (0)                                   |
| Грунт (0+0)         | Зал (0)                                   |
| Трава (0)           | Открытый воздух (0+0)                     |
| Ковёр (0)           | Открытый воздух (0+0)                     |

| № | Дата | Турнир | Покрытие | Соперник в финале | Счёт |

Финалы турниров ATP в парном разряде (0)
| № | Дата | Турнир | Покрытие | Партнёр | Соперники в финале | Счёт |

## История выступлений на турнирах
По состоянию на 31 января 2019 года
Для того, чтобы предотвратить неразбериху и удваивание счета, информация в этой таблице корректируется только по окончании турнира или по окончании участия там данного игрока.
| Турнир                                  | 2016 | 2017 | 2018 | 2019 | W-L |
| --------------------------------------- | ---- | ---- | ---- | ---- | --- |
| Открытый чемпионат Австралии по теннису | A    | A    | A    | A    | 0-0 |
| Открытый чемпионат Франции по теннису   | A    | A    | A    |      | 0-0 |
| Уимблдон                                | A    | A    | A    |      | 0-0 |
| Открытый чемпионат США по теннису       | A    | A    | A    |      | 0-0 |
| Win-Loss                                | 0-0  | 0-0  | 0-0  | 0-0  | 0-0 |